# Atlantophila
Atlantophila is een geslacht van kreeftachtigen uit de klasse van de Malacostraca (hogere kreeftachtigen).

## Soort
- Atlantophila cristata (Miers, 1881)